# Robert Fieldmore Lewis
Robert Fieldmore Lewis (* 30. September 1947 in Jacksonville, Florida; † 22. Juli 2001 in Stillwater, Minnesota) war die einzige Person, der die Flucht aus dem Todestrakt von Florida gelang.

## Tat und Verurteilung
Robert Lewis fuhr am 27. Januar 1977 mit zwei Komplizen zur Wohnung von Joseph Lynwood Richards in Jacksonville. Während Eddie Odom im Fahrzeug blieb, gingen Lewis und Charles Carter mit Gewehren bewaffnet zur Wohnung und erschossen Joseph Richards durch ein Schlafzimmerfenster. Anschließend flüchteten sie vom Tatort, warfen ihre Schuhe, Handschuhe und das Gewehr von Carter in den Trout River, einem Nebenfluss des St. Johns River. Die Schrotflinte von Lewis nahm Carter mit nach Hause.
Durch ein umfassendes Geständnis von Charles Carter, dem im Gegenzug Straffreiheit zugesichert worden war, den ballistischen Untersuchungen und weiterer Zeugenaussagen wurde Lewis wegen vorsätzlichen Mordes angeklagt. Die Ermittlungen ergaben, dass Lewis die beiden Männer angeheuert hatte, um ihm bei der Ermordung von Richards zu helfen, mit dem er wegen Geld im Streit lag. Beide hatten sich bereits gegenseitig mit Mord gedroht. Lewis wurde wegen Mord ersten Grades zum Tode verurteilt und in den Todestrakt des Florida State Prison überstellt.

## Gefängnisausbruch und erneute Verhaftung
Am Samstag, dem 18. November 1978 zog sich Robert Lewis die Uniform eines Gefängniswärters an, klebte sich einen falschen Bart auf und marschierte unbehelligt aus dem Gefängnis. Die Uniform war von einer Besucherin am Körper tragend eingeschmuggelt und in der Toilette des Besucherraumes deponiert worden. Am Haupttor konnte Lewis den Wachposten davon überzeugen, ein neuer Mitarbeiter zu sein, der dringend zu seiner Frau müsse, die bei einem Unfall verletzt worden wäre.
Robert Lewis befand sich anschließend elf Tage in Freiheit, ehe er durch einen Hinweis am 29. November wieder vom FBI in einem Motel in Santee, South Carolina verhaftet wurde. Lewis war zum Zeitpunkt seiner Festnahme bewaffnet und hatte Verkleidungsutensilien bei sich.
Nach seiner Festnahme wurde bekannt, dass er einen noch größeren Coup geplant hatte. Lewis hatte nämlich mit sieben Häftlingen eine Fluchtidee entworfen, um vier Todestraktinsassen mittels Hubschrauber zu befreien. Er wollte dabei nach seiner eigenen Flucht einen Hubschrauber entführen und anschließend einen Wachturm angreifen, um den vier Mithäftlingen während ihres Hofganges eine Flucht über den Hofzaun zu ermöglichen. Anschließend wollte er sie an einer von den anderen Wachtürmen nicht einsehbaren Stelle aufnehmen und davonfliegen. Der gesamte Plan wurde inklusive genauer Skizze am 30. März 1979 in der Tagesausgabe der Florida Times Union abgedruckt.
Für die Flucht erhielt Lewis eine zusätzliche Freiheitsstrafe von sechs Jahren, zudem wurden die Besucherkontrollen und Ausgangskontrollen des Florida State Prison erheblich verschärft; unter anderem dürfen Besucher nicht mehr die gleichen WC-Anlagen benutzen wie die Häftlinge. Aufgrund der Flucht wurden außerdem drei Wärter entlassen, zwei weitere vorläufig suspendiert, drei degradiert und zwei abgemahnt. Das Todesurteil gegen Lewis wurde 1982 aufgehoben und in eine lebenslange Freiheitsstrafe umgewandelt.
Während der Haft unterhielt er Kontakt mit dem ebenfalls im Florida State Prison inhaftierten, später als Serienmörder verurteilten Danny Rolling, der ihm seine Morde in allen Einzelheiten mitgeteilt hatte. Im Austausch für die Informationen über die Morde von Rolling wurde Lewis von den Behörden in die Minnesota Correctional Facility in Stillwater überführt, wo er eine doppelt große Schutzhaftzelle mit Annehmlichkeiten wie Mikrowelle und TV-Gerät zur Verfügung gestellt bekam. 2001 verstarb er nach längerer Krankheit an Hepatitis C.
Siehe auch:
- Briley-Brüder
- Martin Gurule